# Sohrab Bakhtiarizadeh
Sohrab Bakhtiarizadeh (en persa: سهراب بختيارى زاده‎, Ahvaz, Irán; 11 de septiembre de 1973) es un exfutbolista y entrenador iraní que jugaba en la posición de defensa.

## Carrera

### Club
Luego de pasar en las divisiones menores por los equipos Jonoob Ahvaz FC, Entezam Ahvaz, Shahin Ahvaz y Foolad FC, hace su debut profesional en 1997 con el Foolad FC, equipo con el que juega sus primeras dos temporadas para luego unirse al Esteghlal FC, con quien solo juega una temporada y gana la Copa Hazfi de ese año.
En el 2000 viaja a Turquía para jugar con el Erzurumspor, donde tras solo una temporadaen la que anotó un gol en 20 partidos, abandonó al club sin motivos claros y por bajo nivel, retornando al Esteghlal FC por las siguientes dos temporadas, con quien vuelve a ganar la Copa Hazfi en 2001/02 anotando un gol en 34 partidos. Regresa al Foolad FC donde anotó cuatro goles en 24 partidos en su única temporada con el club para luego pasar al Saba Battery FC, equipo con el que anotó 15 goles en 74 partidos y ganó la Copa Hazfi en 2004/05 y la Supercopa de Irán en 2005, dejando al club a inicios de 2007 para jugar con el PAS Hamedan FC, equipo con el que solo jugó un partido.
En 2008 vuelve al Foolad FC con el que anotó un gol en 17 partidos, dejando al club tras una temporada, pasando a jugar al Saba Qom FC en 2009, equipo con el que anotó un gol en 60 partidos en cuatro temporadas, para luego unirse al Esteghlal Khuzestan FC en 2013, anotando un gol en 16 partidos, retirándose al finalizar la temporada.

### Selección nacional
Jugó para Irán de 1997 a 2006 en 37 partidos y anotó cuatro goles, uno de ellos en el empate 1-1 ante Angola en la Copa Mundial de Fútbol de 2006 jugada en Alemania. Logró ganar el Campeonato de la WAFF 2000, donde anotó su primer gol con Irán en la victoria por 1-0 ante Jordania.
También formó parte de la selección que participó en la Copa Asiática 2000

#### Goles con selección
| 1.      | 2-6-2000   | King Abdullah Stadium, Amán, Jordania | Siria  | 1–0  | Campeonato de la WAFF 2000    |
| 2.      | 24-11-2000 | Takhti Stadium, Tabriz, Irán          | Guam   | 19–0 | Eliminatoria Corea-Japón 2002 |
| 3.      | 24-11-2000 | Takhti Stadium, Tabriz, Irán          | Guam   | 19–0 | Eliminatoria Corea-Japón 2002 |
| 4.      | 21-6-2006  | Zentralstadion, Leipzig, Alemania     | Angola | 1–1  | Alemania 2006                 |
| Fuente: |            |                                       |        |      |                               |

### Entrenador
| Periodo   | Club                    |
| --------- | ----------------------- |
| 2016      | Naft Masjed Soleyman FC |
| 2018–2019 | Irán U-23 (asistente)   |
| 2019–2020 | Esteghlal Khuzestan FC  |
| 2020      | Shahr Khodro FC         |
| 2020–2021 | Khooshe Talaei FC       |

## Logros

### Club
Esteghlal
- Copa Hazfi (2): 1999–2000, 2001–02

Saba
- copa Hazfi (1): 2004–05
- Super Copa (1): 2005

### Selección nacional
- Campeonato de la WAFF (1): 2000